# SnoRNA

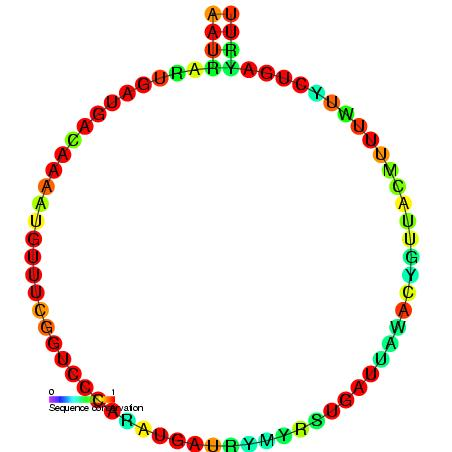
SNORD73 (RF00071).

Os pequenos RNAs nucleolares (snoRNAs) são uma classe de pequenas moléculas de RNA não-codificante (ncRNAs) que conduzem modificações químicas (metilação ou pseudouridilação) em outros RNAs, principalmente RNAs ribossômicos, RNAs transportadores e pequenos RNAs nucleares. Estas moléculas formam pares de bases com regiões complementares da molécula de pré-RNA, direcionando a clivagem da cadeia de RNA e a modificação de bases durante a maturação das moléculas de RNAr.
Existem duas classes principais de snoRNAs, caixa C/D (associados à metilação) e caixa H/ACA (associados à pseudouridilação), os quais servem como RNAs guias complementares a sequências alvo específicas, principalmente em precursores de RNAr. Muitos snoRNAs são codificados nos íntrons de outros genes, especialmente aqueles que codificam proteínas ribossômicas.
Apesar da origem dos snoRNA ainda ser incerta, pensa-se que estes provêem dos intrões do mRNA. Muitas vezes, os intrões que não seriam transcritos para sintetizar proteínas, seriam transformados em snoRNAs, ficando com função catalítica. Esta teoria explica, assim, a importância, até agora, desconhecida dos intrões.[carece de fontes?] Vários snoRNAs foram descobertos anos atrás porque estavam presentes em quantidades relativamente grandes. Mais recentemente foi encontrada uma classe diferente de snoRNAs, em menor concentração, cujas cadeias são relativamente mais longas e que são complementares a secções do transcrito rRNA - são chamados, por isso snoRNAs antiparalelos.[carece de fontes?] Cada snoRNA antiparalelo liga-se a um porção específica do pré-rRNA para formar uma estrutura dupla, que serve como local de reconhecimento para enzimas que modificam um nucleotídeo em particular na sequência do pré-rRNA. Se o gene codificador de um desses snoRNAs é perdido, um dos nucleotídeos do pré-rRNA não sofre o processo de modificação enzimática.[carece de fontes?]

## Modificações guiadas por snoRNA
Antes da clivagem do RNAr, ocorrem várias modificações químicas no precursor do RNAr (pré-RNAr), guiadas pelos snoRNAs. Estas incluem cerca de 100 metilações das posições 2’-OH nos açúcares dos nucleotídeos, e 100 isomerizações de nucleotídeos uridina para pseudouridina.
Os snoRNAs são agrupados com proteínas particulares para formar pequenas ribonucleoproteínas nucleolares (snoRNPs), formando um complexo proteína/snoRNA. As proteínas associadas a cada RNA dependem do tipo de molécula de snoRNA. Os snoRNPs associam-se ao precursor do RNAr antes que ele seja completamente transcrito, realizando cortes enzimáticos em zonas específicas do transcrito. Aproximadamente 150 snoRNAs, associado a proteínas nos snoRNPs, formam pares de bases com sítios específicos do pré-rRNA, onde direcionam a metilação da ribose, as modificações da uridina em pseudouridina, e a clivagem em sítios específicos durante o processamento do RNAr no nucléolo.
A molécula snoRNA contém um elemento antisense (ou contra-sentido, um trecho de 10-20 nucleotídeos), que são bases complementares à sequência que envolve a base (nucleotídeo) direcionada para modificação no pré-RNA molécula. Isso permite que o snoRNP reconheça e se ligue ao RNA alvo. Uma vez que o snoRNP tenha se ligado ao local alvo, as proteínas associadas estão no local físico correto para catalisar a modificação química da base alvo.

## Classes de snoRNA
A maioria dos snoRNPs se enquadram em duas grandes classes, de acordo com os motivos (elementos de sequência-chave) conservados pelo snoRNA. Essas classes são denominadas por caixas ou motivos; são os snoRNA de caixa C/D e caixa H/ACA. Existem exceções, mas como regra geral, os membros da caixa C/D guiam a metilação enquanto os membros da caixa H/ACA  guiam a pseudouridilação. Os membros de cada família podem variar em biogênese, estrutura e função, mas cada família é classificada pelas seguintes características generalizadas:

### Caixa C/D
Os snoRNAs caixa C/D são caracterizados por dois domínios de sequências conservadas, a caixa C (RUGAUGA) e a caixa D (CUGA), localizados perto das extremidades 5' e 3' do snoRNA, respectivamente. Regiões curtas (~5 nucleotídeos) localizadas a montante da caixa C e a jusante da caixa D são geralmente complementares nas bases e formam uma estrutura síntese adequada de snoRNAs e para sua localização nucleolar.
Muitos snoRNAs C/D também contêm uma cópia adicional menos conservada dos motivos C e D (chamados C' e D'), localizada na porção central da molécula. Eles possuem elementos antisense de 10-21 nt de comprimento, localizados a montante das caixas D e/ou D', de modo que o nucleotídeo do RNA alvo emparelhado com o quinto nucleotídeo a montante da caixa D/D' é 2'-O-ribose metilado. Os snoRNAs caixa C/D e seus substratos de RNA formam uma dupla-hélice de 10-21 pb na qual o resíduo-alvo a ser metilado é posicionado, exatamente 5 nucleotídeos antes do motivo D ou D'. Estão associados a quatro proteínas essenciais preservadas na evolução, que estão em eucariotos: fibrilarina (Nop1p), Nop56p, Nop58p e Snu13, que formam o núcleo de snoRNPs de caixa C/D.
Há também um snoRNA caixa C/D eucariótico (snoRNA U3) que não demonstrou direcionar a metilação 2'-O. Em vez disso, funciona direcionando a clivagem do pré-rRNA.

### Caixa H/ACA

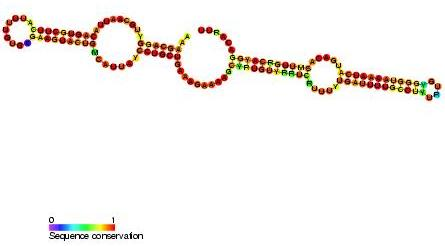
Exemplo de estrutura secundária de um snoRNA de caixa H/ACA, retirado da base de dados Rfam. Este exemplo é o snoRNA SNORA69 (RF00265).

Os snoRNAs caixa H/ACA são guias para a isomerização de resíduos de uridina em pseudouridina. Eles dobram-se em uma estrutura de grampo-dobradiça-grampo-cauda, As sequências de snoRNA caixa H/ACA que interagem com o RNA alvo estão situadas em fitas opostas de alças internas (chamadas bolsas de pseudouridilação) dentro de uma ou ambas as estruturas de haste-alça conservadas.  
Os snoRNAs caixa H/ACA possuem a caixa H (ANANNA) e a caixa ACA (ACA). Ambas estão geralmente localizados em uma única cadeia da estrutura secundária. O motivo H está localizado na dobradiça e o motivo ACA na região da cauda, a 3 nucleotídeos do extremo 3' da sequência.
As regiões grampo possuem protuberâncias internas conhecidas como loops de reconhecimento, em que as sequências-guia antisense estão localizadas. O snoRNA caixa H/ACA se associa com quatro proteínas essenciais conservadas evolutivamente, que sao: disquerina (Cbf5p), Gar1p, Nhp2p e Nop10p, que formam o núcleo das snoRNP caixa H/ACA. Porém, em organismos como o tripanosoma, existem RNA similares na forma de grampo simples e uma caixa AGA no lugar da caixa ACA.

### SnoRNAs "orfãos"
Os alvos de snoRNA recentemente identificados podem ser previstos com base na complementaridade da sequência entre o suposto RNA alvo e os elementos antisense ou loops de reconhecimento em sua sequência. Todavia, muitos snoRNAs "órfãos", que não possuem complementaridade com rRNAs ou snRNAs, vem sendo identificados. 
Isso sugere que pode haver mais proteínas ou transcritos envolvidos no processamento de RNAr do que se pensava anteriormente e/ou que alguns snoRNAs têm outras funções que não envolvem o RNAr. Há evidências de que alguns desses snoRNAs órfãos regulam transcrições de splicing alternativo. Por exemplo, o snoRNA caixa C/D SNORD115 parece regular o splicing alternativo do mRNA do receptor 2C da serotonina por meio de uma região complementar conservada.  Outro snoRNA da mesma classe, o SNORD116, possivelmente possui um papel na regulação do splicing alternativo.

## Modificações-alvo
O efeito preciso das modificações de metilação e pseudouridilação sobre a função dos RNAs maduros ainda não é conhecido. As modificações não parecem ser essenciais, mas são conhecidas por aumentar sutilmente o dobramento do RNA e a interação com as proteínas ribossômicas. Em apoio à sua importância, as modificações do local alvo estão localizadas exclusivamente dentro de domínios conservados e funcionalmente importantes do RNA maduro e são comumente conservadas entre eucariotos distantes.

## Organização genômica
SnoRNAs estão localizados diversamente no genoma. A maioria dos genes de snoRNA de vertebrados são codificados nos intron s de genes que codificam proteínas envolvidas na síntese ou tradução de ribossomos e são sintetizados por RNA polimerase II. SnoRNAs também estão localizados em regiões intergênicas, ORFs de genes codificadores de proteínas e UTRs. SnoRNAs também podem ser transcritos de seus próprios promotores por RNA polimerase II ou III.

## Outras funções de snoRNAs
SnoRNAs podem funcionar como microRNAs. O RNA ACA45 humano demonstrou ser um snoRNA que pode ser processado em um microRNA maduro de 21 nucleotídeos por uma endonuclease Dicer da família RNase III. Este produto snoRNA foi identificado anteriormente como mmu-miR-1839 e mostrou ser independente da endorribonuclease que gera os outros microRNAs. Análises de bioinformática revelaram que fragmentos semelhantes a microRNA supostamente derivados de snoRNA estão presentes em vários organismos.
Recentemente, descobriu-se que os snoRNA podem ter funções não-relacionadas com o RNAr. Uma dessas funções é a regulação do splicing alternativo. Outra descoberta também mostra a existência de características de snoRNA, microRNA e piRNA em um novo RNA não codificante, o RNA x não codificador (x-ncRNA), e seu envolvimento biológico no Homo sapiens.